# Евпаторийский трамвай
Евпатори́йский трамва́й (укр. Євпаторійський трамвай) — система электрического трамвая в Евпатории. Является одной из семи действующих на территории бывших Российской империи и СССР систем с использованием колеи 1000 мм, а также единственной на территории Крыма (до 2014 года второй трамвай в Крыму работал в селе Молочном). Открытая в 1914 году, она до сих пор пользуется большой популярностью у отдыхающих, несмотря на то, что с середины 2000-х отмечается значительное увеличение перевозок маршрутными такси.

## История

### Российская империя
- В 1887 году в городской Думе Евпатории впервые рассматривается вопрос об организации трамвайного движения, но вопрос был вскоре забыт.
- В 1907 году проект трамвайной системы был возобновлён. Для строительства трамвайного депо городская Дума выделяет 13 соток земли, на них начинают обустраивать тяговую подстанцию и площадку для стоянки трамвайных вагонов. 16 декабря 1911 года Городская дума Евпатории утвердила проект строительства трамвайных линий, разработанный отечественной компанией Вестингауз (Русское электрическое общество). Строительство трамвая оценивалось в 320 тысяч рублей, но городской бюджет не располагал данной суммой и часть денег пожертвовали жители города.
- В декабре 1912 года в Евпатории было начато строительство трамвайного депо. Летом следующего года начали строиться, и первые три участка трамвайной линии: Центральный (Гортеатр — Симферопольская ул.), Дачный (Гортеатр — ул. Маяковского) и Мойнакский (Гортеатр — грязелечебница Мойнаки).
- 31 марта 1914 была совершена пробная поездка, и 10 мая первый рейсовый вагон вышел на евпаторийские рельсы. Протяженность первой трамвайной линии составила 4,5 км.
- К 1917 году было уже три линии. На них работало 14 новейших электрических вагонов фирмы «Вестингауз», двухосные моторные, с двумя кабинами управления.

### Советский период (1917—1991)
- В 1918 году, во время Гражданской войны, движение трамваев по городу было остановлено. Движение возобновилось лишь в 1923 году. В 1926 году была проложена линия к железнодорожному вокзалу, которая сейчас используется маршрутом № 3.
- В период немецкой оккупации Евпатории (1941—1944 годы) трамвайное движение было вновь остановлено. В 1944 году движение было частично восстановлено, а полностью ремонт трамвайных путей был завершён к 1952 году. В ходе послевоенной реконструкции путей линия по улице Ивана Франко была перенесена на улицу Полупанова, в результате чего конечная «Грязелечебница „Мойнаки“» оказалась отдалена от озера.
- В ноябре 1950 бывшая Дачная линия была продлена до проспекта Ленина и соединена с примыкавшей к новому участку трамвайной линией. Сформировавшаяся маршрутная сеть действовала без изменений до 13 июня 1981 года. Впоследствии были построены разворотные кольца «Грязелечебница Мойнаки» (1951) и «Улица Симферопольская» (1953).
- В 1957 году в Евпаторию поступают вагоны из ГДР — двусторонние «Gotha» — «Т57» и «В57».
- В 1969 году в Евпаторийское трамвайное управление назначен новый руководитель — Иван Александрович Пятецкий, бессменно проработавший в этой должности до своей смерти в 2006 году.
- В 1970 после закрытия трамвайного движения в Симферополе часть вагонов была передана в Евпаторию.
- 13 июня 1981 года было открыто движение по новому участку трамвайной линии «Симферопольская улица — Новый пляж», по которому был пущен сезонный маршрут № 4. Его протяжённость составила 1,7 км.
- В 1987 году поступают новые вагоны Tatra KT4SU. Всего до распада СССР в Евпаторию поступило 18 вагонов данной модели, закреплённых за маршрутом № 1, из них один был разбит в ДТП в начале 1990-х годов, а два сгорели в 2000-е.
- В 1990 году в эксплуатацию ввели новый участок от Мойнак до кольца на улице Интернациональной. На новый участок была продлена трасса маршрута № 2. Одновременно два вагона Gotha T57 и T59E были переданы на открытие трамвайной линии в Молочном, а их бывшие прицепы, с которыми они работали по СМЕ, были списаны.
- В марте 1991 года в Евпатории появилась первая двухпутка, которая связала Интернациональную и микрорайон Спутник-2. По новой линии был запущен пятый маршрут трамвая, но в июле-августе 1991 года пятый маршрут поглотил второй трамвайный маршрут.

### После распада СССР
- В 1993 году маршруты № 1 и 2 производят взаимный обмен трассами в центре города: маршрут № 1 перешёл на проспект Ленина, а маршрут № 2 в курортную зону. Это вызывало значительные неудобства при движении по проспекту Ленина трамваев маршрута № 3, особенно с их оборотом на конечной «Гортеатр».
- В 1995 году в микрорайон Спутник-2 был продлён первый маршрут, а маршрут № 2 был укорочен до грязелечебницы «Мойнаки».
- В 1996 году поступают два вагона Gotha T57 в виде подарка трамвайной системы Цвиккау, заменившие вагоны этой же модели с теми же парковыми номерами, списанные в 1989 году. В этому же году в Евпатории окончательно закончена пассажирская эксплуатация вагонов типа Gotha B59E, Gotha T2-62 и Gotha B2-62, оставшиеся Gotha T59E переоборудованы в служебную технику.
- В 1997 году совместно с фирмой Айлант запускается экскурсионный маршрут № 5, получивший бренд «Трамвай желаний». Также построен тупик для стоянки трамвая на улице Фрунзе. Но в 2003 году во время реконструкции улицы тупик был демонтирован, оставалось лишь маленькое ответвление с стрелочным переводом.
- 1 января 2005 года в связи с неисправностью автоматической стрелки маршрут № 3, следовавший от железнодорожного вокзала, укорочен до гостиницы «Украина».
- В 2006 году скончался руководитель трамвайного управления Иван Александрович Пятецкий. Трамвайному управлению присваивают имя И. А. Пятецкого.
- В 2010 году трамваи маршрута № 2 следуют до остановки Лиман. Причина сокращения — поломка автоматической стрелки. Демонтируется ответвление со стрелочным переводом у парка им. Фрунзе.
- В 2011 году Совмин АР Крым утвердил проект развития транспорта, в котором предусматривается строительство трамвайных путей в посёлок Заозёрное, микрорайон Исмаил-Бей, и посёлок Прибрежное.
- В сентябре 2013 года Евпатория производит обмен вагона Gotha T59E с Винницей на Tatra KT4SU. В июле 2013 года в Евпатории рассматривался план замены части трамваев Tatra KT4SU на Электрон T3L44 или Электрон T5L64[3], не доведённый до практической реализации в связи с аннексией Крыма Россией.
- 1 января 2015 года в трамваях в тестовом режиме была введена бескондукторная система оплаты проезда.
- 5 февраля 2015 года КП «ТУ имени И. А. Пятецкого» сменило уставную форму на МУП «ТУ им. И. А. Пятецкого» (полное: муниципальное унитарное предприятие «Трамвайное управление им. И. А. Пятецкого» городского округа Евпатория Республики Крым).
- В мае 2019 года Главгосэкспертизой Крыма был утверждён проект реконструкции части трамвайной системы. По плану реконструкция путей с сооружением новых остановок коснётся только трассы маршрута № 1[4].
- С ноября 2019 по март 2020 года в Евпатории были проведены сертификационные испытания вагона типа 71-411. По итогам испытаний в ноябре 2020 года был подписан контракт на производство 27 трамваев этого типа, включая 7 в двухсторонней двухкабинной модификации 71-411-03. Первая партия вагонов начала доставляться в июне 2021 года, к началу декабря 2021 поставлены все 27 вагонов[5], подвижной состав трамвайного депо Евпатории полностью обновлен[6].
- С 9 июля 2021 года для освобождения места на отстойном веере для трамваев нового типа начался поэтапный вывод из эксплуатации вагонов типа Tatra KT4SU, а с 21 сентября 2021 года выведенные из эксплуатации вагоны этого типа перевозятся на базу МУП «Экоград» для хранения с возможностью последующей утилизации, с них снимаются пантографы и тележки.
- С 13 марта 2023 года маршрут №2 продлевается до к/ст "Спутник-2", интервалы увеличиваются до 90 минут, выпуск вагонов увеличивается с 1 до 2, также сам маршрут теперь работает круглогодично.

## Оплата проезда
В 2017 году в трамваях Евпатории была внедрена электронная система оплаты проезда, которая позволила увеличить доходы предприятия от перевозок. В трамваях действует евпаторийская версия транспортной карты «ГЛОНАСС Крым», позволяющая записать месячные безлимитные электронные проездные для обычных пассажиров (1020 рублей на апрель 2019 года) и школьников (510 рублей). Также доступна оплата проезда и банковскими картами, с них списывается стоимость билета на 1 поездку. Эквайером выступает АКБ «Россия», чей процессинговый центр позволяет оплачивать проезд как платёжной системой «Мир», так и Visa и MasterCard.

### История изменения стоимости билета на 1 поездку
- Август 2004 года — 0,50 UAH
- 2007 год — 0,75 UAH
- 2008 год — 1 UAH
- 15 июня 2011 год — 1,25 UAH
- 1 февраля 2012 года — 1,5 UAH
- 1 февраля 2014 года — 1,75 UAH
- 1 мая 2014 года — 2 UAH/6 RUB
- 1 июня 2014 года — 6 RUB (отмена гривны в Крыму)
- 20 июня 2014 года — 7 RUB
- 1 января 2015 года — 8 RUB
- 1 января 2016 года — 11 RUB[10]
- 1 сентября 2017 года — 13 RUB
- 1 июля 2018 года — 14 RUB
- 1 июня 2019 год — 17 RUB
- 1 января 2021 — 22 RUB (наличными), 17 RUB — электронной картой
- 15 апреля 2022 — 25 RUB (наличными), 20 RUB — банковской картой.
- 1 февраля 2023 года — 30 RUB (наличными), 25 RUB — банковской картой.
- 1 января 2025 года — 35 RUB (наличными), 30 RUB — банковский картой.

Правом льготного проезда могут пользоваться только граждане России и Украины, зарегистрированные на территории Республики Крым (Автономной Республики Крым).

## Маршруты и путевое хозяйство
Современная маршрутная сеть насчитывает 5 маршрутов. Два маршрута целиком однопутные, с тупиковым оборотом трамваев, оба без разъездов на всём протяжении маршрута. Также один из четырёх маршрутов является сезонным:
| Действующие маршруты Евпаторийского трамвая | Действующие маршруты Евпаторийского трамвая | Действующие маршруты Евпаторийского трамвая | Действующие маршруты Евпаторийского трамвая                                     | Действующие маршруты Евпаторийского трамвая                                                                    | Действующие маршруты Евпаторийского трамвая |
| №                                           | Конечные пункты                             | Конечные пункты                             | Маршрут                                                                         | Примечание |                                             |
| ------------------------------------------- | ------------------------------------------- | ------------------------------------------- | ------------------------------------------------------------------------------- | --- | ------------------------------------------- |
| 1                                           | Ул. Симферопольская                         | Спутник-2                                   | Ул. Революции - г. "Украина" - Лиман - Мойнаки                                  | Самый длинный, самый популярный и самый загруженный трамвайный маршрут в Евпатории                             |                                             |
| 2                                           | Гортеатр                                    | Лиман                                       | Курортная зона - Лиман                                                          | Ранее работал: Гортеатр - Мойнаки, с 2016 г. : Гортеатр - Лиман                                                |                                             |
| 3                                           | г. "Украина"                                | Ж/Д вокзал                                  | Ул. Дёмышева - Ул. Некрасова - Ул. Сытникова                                    | До 1 января 2005 г. : Гортеатр - Ж/Д вокзал. Также является самым коротким маршрутом в мире всего: 1000 метров |                                             |
| 4                                           | Ул. Симферопольская                         | Д/Л "Солнышко"                              | Ул. Революции - Гостиница "Улыбка" - Пансионат "Трёхгорка"                      | Работает только в курортный сезон                                                                              |                                             |
| 5                                           | Ул. Симферопольская                         | Ул. Симферопольская                         | Гортеатр - ЦПКиО им. Фрунзе - Лиман - Мойнаки - Лиман - г. "Украина" - Гортеатр | Экскурсионный, также "Трамвай Желаний" Единственный рейс: 16:00                                                |                                             |
|                                             |                                             |                                             |                                                                                 | |                                             |

- Маршрут № 1. Основной магистральный трамвайный маршрут с наибольшим пассажиропотоком и охватом сети. Пролегает от Симферопольской улицы через центральную часть, проспект Ленина, грязелечебницу «Мойнаки», новые микрорайоны до Спутника-2. Отличается от остальных маршрутов наличием разворотных колец, сооружённых специально в 1950-е (и при продлении в начале 1990-х годов), а также более новым подвижным составом (71-411)
- Маршрут № 2. Охватывает линию, пролегающую внутри курортной зоны. Трасса полностью однопутная, с несколькими разъездами и тупиковой системой оборота. В начале 1990-х годов продлевался до микрорайона «Спутник-2», после укорачивания в 1995 году его старая трасса, дублируемая в настоящее время полностью, была компенсирована маршрутным такси № 9. Выпуск на линию составляет от 1 до 2 трамваев (71-411-03).
- Маршрут № 3. Пролегает по улице Фрунзе. Линия однопутная (открыта в 1926 году), тупиковая, без разъездов (единственный разъезд «Улица Дёмышева» ликвидирован в 2015 году). Один из трёх круглогодичных маршрутов сети. Выпуск составляет 1 вагон
- 71-411-03. С 2021 года полностью дублируется автобусом № 9, до этого перекрёсток улиц Фрунзе и Некрасова не имел дублирующей автобусной связки по трассе трамвайной линии.
- Маршрут № 4. Сезонный маршрут, открытый в 1981 году, проложен по тупиковой однопутной линии по Симферопольской улице до остановки «Новый пляж». В тупике «Новый пляж» производится разгрузка прибывающего в Евпаторию нового подвижного состава (в 2013 году — Tatra KT4SU, в 2019 — испытания 71-411). Выпуск составляет 1 вагон (71-411-03). В зимнее время компенсируется автобусом № 6.
- Маршрут № 5. Экскурсионный маршрут, экскурсии проводятся по центральной части города, охватывают трассы маршрутов № 1 и 2 с разворотом на Симферопольской улице и на Мойнаках. В 1997—2019 годах использовался вагон Tatra KT4SU № 039, с августа 2020 года экскурсии проводятся на Gotha T57 № 012.

## Подвижной состав

### Действующий
Благодаря трамваям Gotha T57 подвижной состав евпаторийского трамвая является самым старым в России  
- Tatra KT4SU — 1 вагон, ещё 15 вывезены на базу МУП «Экоград» для утилизации (два из них двухкабинные).
- Gotha T57 — 4 вагона, из них 1 используется для экскурсионных рейсов (иногда используется в качестве пассажирского трамвайного вагона). В 1957 с завода поступило два двухвагонных поезда, а одновагонные стали прибывать в 1969. В 2003—2004 годах все вагоны прошли капитальный ремонт.
- 71-411 — 20 вагонов, из них 3 на ремонте, а 2 ожидают ввода в эксплуатацию.
- 71-411-03 — 7 вагонов, из них 2 ожидают ввода в эксплуатацию.

### Служебный
- Gotha T59E Вагон-вышка КС. До 1996 года работал как пассажирский двухвагонный состав 21-65.
- Gotha T57 Вагон службы ремонта пути. С 2000 по 2013 год вагон находился в нерабочем состоянии. До 2000 года работал в двухвагонном составе 19-52, перед перезапуском в качестве служебного перенумерован в 002.

## Трамвайный парк
Евпаторийский трамвайный парк МУП ТУ им. И. А. Пятецкого. Адрес: г. Евпатория, ул. Белинского 1.
Тел.:  +7 (36569) 4-42-80

## Памятник «100 лет Евпаторийскому трамваю»
В 2014 году в связи с юбилеем у разворотного кольца на остановке «Симферопольская улица» был торжественно открыт памятник «100 лет Евпаторийскому трамваю». В качестве памятника установлен заслуженный трамвайный вагон № 063 модели Gotha B57 1957 года выпуска, которому был смонтирован пантограф от одного из списанных вагонов типа Gotha T57.

## Перспективы
- В 2011 году был разработан проект транспортного комплекса Крыма, где предусматривалось строительство трамвайных путей в Заозёрное, Исмаил-Бей и в Аквапарк.
- На 2020 год запланирована реконструкция 7,5 км трамвайных путей; большую часть из них составят участки маршрута № 1.
- В августе 2015 года Евпаторийская городская администрация сообщала о необходимости приобретения 27 новых трамваев[15]. В силу критической ситуации с необходимостью обновления подвижного состава и путей, но при полном отсутствии на российском рынке трамваестроения новых моделей трамваев для колеи 1000 мм в качестве альтернативы рассматривался вариант ликвидации системы и замены её 40 автобусами для нового филиала «Крымавтотранса». В итоге решение было принято в пользу обновления трамвайной системы: к декабрю 2019 года в Евпатории были проведены испытания вагона новой серии 71-411[16], а 13 января 2021 подписан контракт с АО «Уральский завод транспортного машиностроения» на поставку 27 новых вагонов до конца 2021 года[17][18], 1,35 млрд.руб. будет выделен из федерального бюджета, вместимость вагонов — 179 человек[19].

### Неосуществлённые планы
- На первоначальном плане проектирования трамвайной сети Евпатории в 1910-е годы была запланирована постройка линии по улицам Кирова и Павлика Морозова до санатория «Юбилейный», а также продление линии по улице Фрунзе между проспектом Ленина и улицей Кирова до современной линии маршрута № 2[20]. После Великой Отечественной войны от проекта окончательно отказались.
- С 1991 года периодически рассматриваются планы по сносу трамвайного депо на территории на улице Белинского и постройки нового парка в Спутник-2[21]. Обычно данные планы аргументируются необходимостью расширения производственных площадей и увеличения количества подвижного состава в случае реализации успешных проектов развития сети.

### Социальные сети
- Сообщество «ВКонтакте»
- Сообщество в «Facebook»